# Northeastern Library of Black Literature
Die Northeastern Library of Black Literature ist eine US-amerikanische Buchreihe, die bei der Northeastern University Press erschien, die im Jahr 1977 gegründet wurde. Die Reihe enthält Black Literature („Schwarze Literatur“), d. h. Literatur, die von oder für schwarze Menschen geschaffen wurde. Die 1898 gegründete Northeastern University ist eine Privatuniversität in Boston im US-Bundesstaat Massachusetts.
Die folgende Übersicht erhebt keinen Anspruch auf Aktualität oder Vollständigkeit.

## Bände (Auswahl)
- "Face Zion Forward": First Writers of the Black Atlantic, 1785–1798, Joanna Brooks
- Alien Land, Willard Savoy
- Black Empire, George Samuel Schuyler
- The Chinaberry Tree, Jessie Redmon Fauset
- Ethiopian Stories, George Samuel Schuyler
- Home to Harlem, Claude McKay
- Infants of the Spring, Wallace Thurman
- Iron City : a novel, Lloyd L. Brown
- Lawd Today!, Richard Wright
- The Long Dream, Richard Wright
- Love and Marriage in Early African America, Frances Smith Foster
- Loving Her, Ann Allen Shockley
- Oreo, Fran Ross
- Platitudes, Trey Ellis
- Sarah Phillips, Andrea Lee
- Sons Of Darkness, Sons Of Light: A Novel of Some Probability, John A. Williams
- There Is Confusion, Jessie Redmon Fauset
- Trumbull Park, Frank London Brown
- Train Whistle Guitar, Albert Murray
- All-Night Visitors, Clarence Major